# Смідович Петро Гермогенович
Петро́ Гермоге́нович Смідо́вич (19 травня 1874, місто Рогачов Могильовської губернії, тепер Гомельської області, Білорусь — 16 квітня 1935, місто Москва, тепер Російська Федерація) — радянський діяч, професійний революціонер, голова виконавчого комітету Московської міської ради, голова Комзету та Комітету Півночі при ЦВК СРСР. Член Центральної контрольної комісії РКП(б) у 1921—1922 роках. Член президії ВЦВК і ЦВК СРСР.

## Життєпис
Народився в дворянській родині польського герба Сухекомнати. Батько, надвірний радник Гермоген Вікентійович Смідович разом із дружиною, Марією Тимофіївною, та родиною у 1876 році переїхав у маєток Зибіно Тульського повіту, подарований йому тіткою, Ольгою Курбатовою.
Петро Смідович закінчив Тульську класичну гімназію. З 1892 року навчався на відділенні суспільних наук фізико-математичного факультету Московського університету, звідки був виключений у 1894 році за участь у нелегальній діяльності в спілці студентських земляцтв та висланий під нагляд поліції до міста Тули.
З 1895 року, перебуваючи за кордоном, навчався у Вищій електротехнічній школі в Парижі, яку закінчив у 1897 році. Працював робітником-електромонтером на бельгійських заводах «Міжнародної компанії електрики» в місті Льєжі, був членом Бельгійської робітничої партії.
У 1898 році нелегально повернувся до Російської імперії з бельгійським паспортом на ім'я Етьєна Бютера. Член РСДРП з 1898 року.
Працював електромонтером на Брянському металургійному заводі Катеринослава та заводах Москви, був будівельником на металургійному заводі біля  Керчі, електромонтером Невського суднобудівного заводу Санкт-Петербурга. Вів нелегальну революційну роботу. У 1900 році за революційну діяльність заарештований в Санкт-Петербурзі, рік провів у в'язниці, а в 1901 році висланий із країни «як іноземець». Переїхав до Лондона. З 1902 року був агентом газети «Іскри», налагоджував транспортування газети із Марселя (Франція) до Батума.
У 1903 році повернувся до Російської імперії, став співорганізатором підпільної друкарні «Іскри» в місті Умані. У 1903—1905 роках вів нелегальну революційну діяльність у Середньоуральському, Північному, Бакинському та Тульському комітетах РСДРП. У 1905 році брав участь у грудневому збройному повстанні в Москві. У 1906—1908 роках — член Московського окружного та міського комітету РСДРП. Відновлював партійні організації в Коломні, Єгор'євську та інших повітах Московської губернії, керував страйками, організував нелегальне бюро профспілок. 
У 1908 році заарештований та засланий до Вологодської губернії, де перебував до 1910 року. З 1910 по 1912 рік працював робітником на Московському трамваї та на будівництві електростанції в Калузі. З 1912 по 1917 рік — інженер Московської електричної станції «Товариства 1886 року». Займався нелегальною партійною роботою, в 1916 році — член Московського бюро ЦК РСДРП(б).
Після лютневої революції 1917 року — член Московського комітету РСДРП(б), член виконавчого комітету та президії виконавчого комітету Московської міської ради робітничих депутатів. У 1917 році обирався делегатом 7-ї (Квітневої) конференції та VI з'їзду РСДРП(б). 25 червня 1917 року за списком РСДРП(б) обраний гласним Московської міської думи.
Під час жовтневого перевороту 1917 року — член Московського військово-революційного комітету. Брав активну участь у захопленні більшовиками влади у Москві. Обирався членом президії ВЦВК та членом президії Вищої ради народного господарства (ВРНГ) Російської Радянської Республіки.
29 березня — 24 серпня 1918 року — голова виконавчого комітету Московської міської ради.
У 1918 році — начальник відділу постачання 5-ї армії Південного фронту РСЧА, голова Революційного трибуналу Південного фронту РСЧА.
У 1918—1919 роках — завідувач енергетичного відділу Вищої ради народного господарства (ВРНГ) РРФСР.
14 грудня 1918 — 13 травня 1920 року — голова Московської міської Ради народного господарства.
У 1920 році — завідувач Московського губернського відділу народної освіти.
Був членом радянської делегації на мирних переговорах із Польщею. Брав участь у придушенні антибільшовицького повстання Антонова на Тамбовщині та повстання в Кронштадті в березні 1921 року.
У 1920—1923 роках — заступник голови ВЦВК РРФСР та заступник голови комісії Допомоги голодним в боротьбі з наслідками неврожаїв 1920—1921 років.
З 1922 року — член Антирелігійної комісії при ЦК ВКП(б) та голова Секретаріату у справах культів.
30 грудня 1922 року відкрив I Всесоюзний З'їзд Рад, був обраний до його президії.
У 1924 — 16 квітня 1935 року — голова Комітету із земельного устрою трудящих євреїв при президії Ради національностей ЦВК СРСР (Комзет).
Одночасно в червні 1924 — 16 квітня 1935 року — голова Комітету сприяння народностям північних околиць (Комітет Півночі) при ЦВК СРСР.
З 1927 року очолював Центральне бюро краєзнавства. З 1929 року — голова Постійної комісії з питань культів при Президії ВЦВК. З 20 серпня 1933 року очолював Комітет із заповідників при Президії ВЦВК.
Делегат VI, VIII, X—XVII з'їздів ВКП(б).
Помер 16 квітня 1935 року в Москві. Урна з прахом похована біля Кремлівської стіни на Красній площі Москви. На його честь названий районний центр Смідович у Єврейській автономній області.

## Нагороди
- орден Леніна (3.09.1931)